# Анна Порфірогенета
Свята Анна (нар. 13 березня 963, Константинополь — 1011, Київ) — донька візантійського імператора Романа II і сестра імператора Василія II Болгаробійця, дружина великого князя київського Володимира Великого (Святославича), хрестителя Русі. Прізвисько — Багряноро́дна (грец. Πορφυρογέννητος, Porphyrogennētos).

## Життєпис
Анна Багрянородна народилася 13 березня 963 року, лише за 2 дні до смерті її батька. До Володимира до Анни безрезультатно сваталися імператори Священної Римської імперії Оттон ІІ і його син Оттон ІІІ, болгарський цар Самуїл, французький король Роберт ІІ Капетінг. Візантійці відмовили Оттону ІІ у принизливій формі, а Оттона ІІІ і Самуїла навіть піддали глузливій облуді.
Шлюбна церемонія візантійської царівни з Великим князем київським відбулася 989 року після того, як військо Володимира здійснило похід у Крим і здобуло головне на півострові візантійське місто Корсунь, щоб змусити імператора Василія II виконати свою обіцянку видати свою сестру — перед тим надісланий Володимиром 6-тисячний загін вірних воїнів допоміг Василію II придушити повстання проти нього на чолі з Вардою Фокою. Після здобуття Корсуня, за угодою з імператором Василієм II, Володимир охрестився і запровадив християнство в Київській Русі, а місто повернув Візантії як викуп за наречену.
З іменем Анни літописна традиція пов'язує поширення освіти, культури й храмового будівництва на Русі. Висловлювалася думка, ніби родинні зв'язки Анни з дружиною германського імператора Оттона II могли сприяти зближенню Русі з Священною Римською імперією.
За дослідженнями Надії Нікітенко, про укладення династичного шлюбу Володимира і Анни розповідають знамениті світські фрески двох сходових веж Софії Київської, що ведуть на княжі хори. 

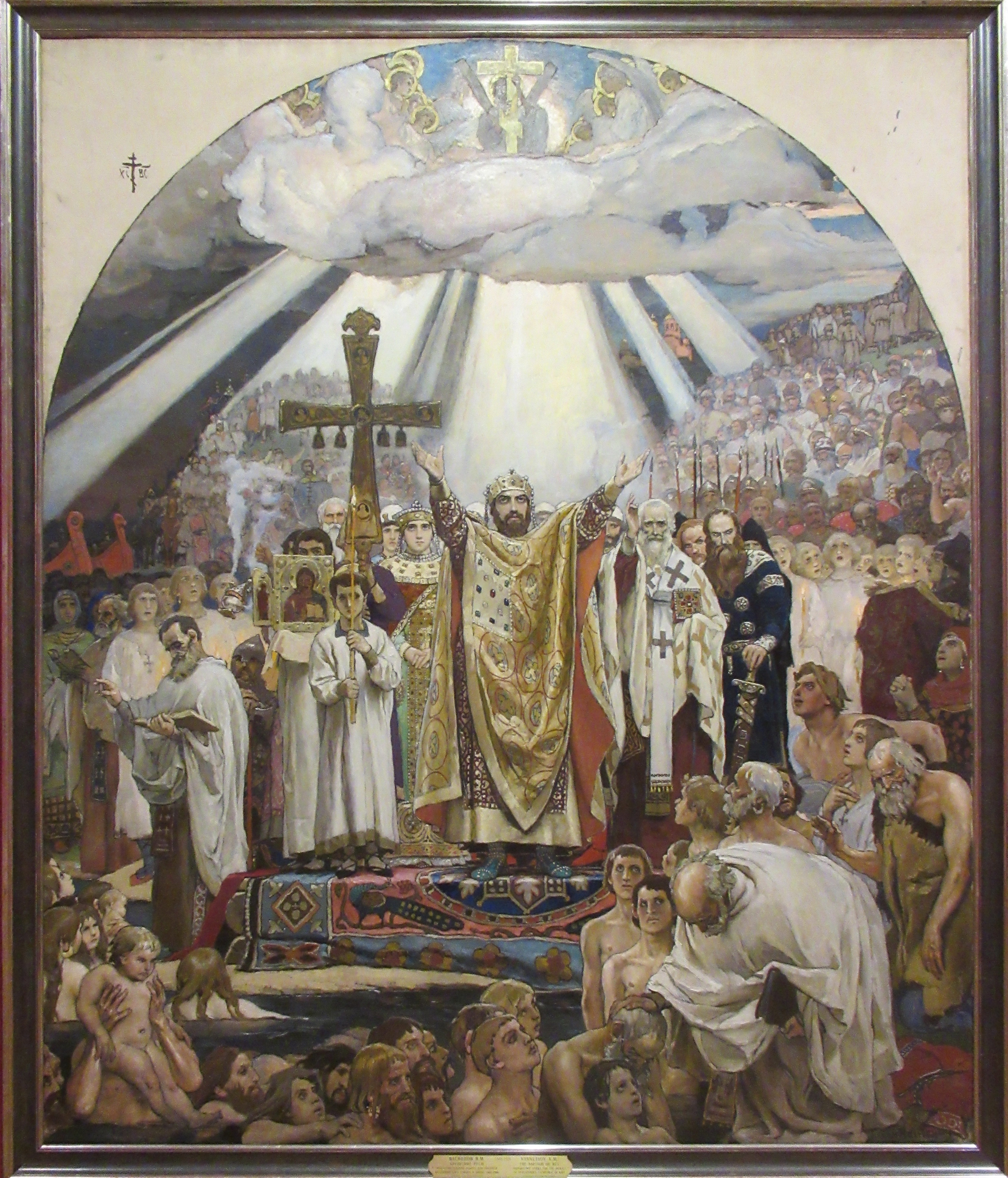
Володимир Великий та Анна на картині Хрещення Русі (Васнєцов)

Похована в Десятинній церкві Києва.

## Діти
За однією з версій, від шлюбу з Анною у Володимира народилася дочка Марія Добронєга та сини Борис і Гліб.

## Канонізація
За неофіційною версією Канонізована разом з чоловіком.